# División de Quetta
La división de Quetta (en urdu : کوئٹہ ڈویژن) es una subdivisión administrativa de la provincia de Baluchistán en Pakistán. Cuenta con 4,2 millones de habitantes en 2017, y su capital es Quetta.
Como todas las divisiones pakistaníes, fue derogada en 2000 y luego restablecida en 2008.
La división reagrupa los distritos siguientes:
- Chagai
- Killa Abdullah
- Nushki
- Pishin
- Quetta